# Региональная лига «Бавария»
Региональная лига «Бавария» (нем. Regionalliga Bayern) — одна из пяти региональных лиг футбола в Германии. Создана в 2012 году Баварским футбольным союзом.

## Планы по созданию лиги

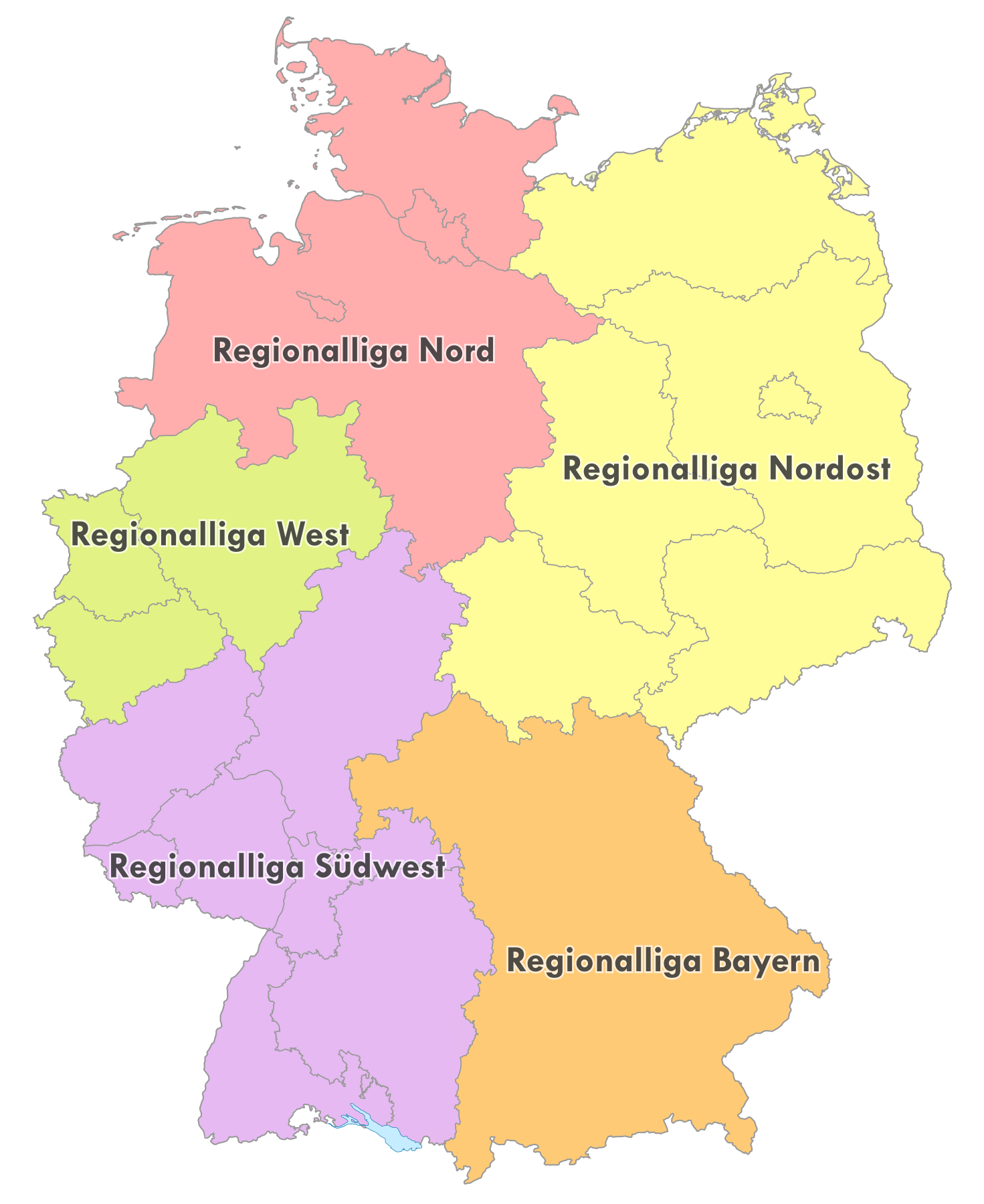
Схема зон ответственности футбольных Региональных лиг Германии с 2012 года.

В последние годы руководство немецкого футбола часто вносило изменения в структуру немецкого футбола на уровне регионов и районов. В октябре 2010 года было принято решение об очередном изменении. Количество лиг было решено расширить, доведя их число до пяти, восстановив Региональную лигу «Северо-Восток» (нем. Regionalliga Nordost) и основав новую лигу — Региональную лигу «Бавария» (нем. Regionalliga Bayern).